# یواس‌سی و جی‌اس میکاو
یواس‌سی و جی‌اس میکاو (به انگلیسی: USC&GS Mikawe) یک کشتی بود که طول آن ۶۴٫۵ فوت (۱۹٫۷ متر) بود. این کشتی در سال ۱۹۱۶ ساخته شد.